# Оскар (86-та церемонія вручення)
86-та церемонія вручення премії «Оскар» Американської Академії кінематографічних мистецтв і наук за заслуги в області кінематографа за 2013 рік відбулася 2 березня 2014 року в театрі «Долбі» (Голлівуд, Лос-Анджелес). Дату церемонії, яка зазвичай проводиться останньої неділі лютого, цього року було перенесено на першу неділю березня, щоб уникнути перетину в часі із Зимовими Олімпійськими іграми в Сочі.
Ведучою, вже вдруге, стала Еллен Дедженерес, комедійна актриса і телеведуча, володарка 11 премій «Еммі». Уперше вона вела церемонію «Оскар» 2007 року.
Номінанти були оголошені 16 січня 2014 року президентом Академії Шеріл Бун Айзекс та австралійським актором Крісом Гемсвортом.
Лідерами за кількістю номінацій, по 10 у кожного, стали фільми «Американська афера» Девіда Расселла та «Гравітація» Альфонсо Куарона, але у підсумку «Гравітація» отримала найбільше нагород — 7, а «Американська афера» — жодної. В цілому на здобуття Премії «Оскар» за найкращий фільм претендувало 289 картин.
Рекордною стала кількість кінострічок-претендентів на звання Найкращого фільму іноземною мовою — 76, це найбільше за всю історію існування Премії. Серед претендентів була й українська картина — «Параджанов», але до переліку номінантів вона не потрапила. Цього року про Україну на урочистій церемонії вручення премії «Оскар» було згадано з іншої причини: отримавши нагороду в номінації Найкраща чоловіча роль другого плану, Джаред Лето у своїй промові, у зв'язку з революційними подіями в Україні, висловив їй слова підтримки та солідарності:
|  | Усім мрійникам у світі, усім тим, хто дивиться це сьогодні ввечері у таких місцях, як Україна та Венесуела, я хочу сказати, що сьогодні ми тут і в той час, коли ви боретеся за здійснення ваших мрій, за те, щоб жити краще, ми думаємо про вас. Оригінальний текст (англ.) To all the dreamers out there around the world watching this tonight in places like the Ukraine and Venezuela, I want to say we are here and, as you struggle to make your dreams happen, to live the impossible, we're thinking of you tonight. |

29 січня 2014 було оголошено про дискваліфікацію та виключення з переліку номінантів у категорії «Найкраща пісня до фільму» пісні «Alone Yet Not Alone» зі стрічки «Один ще не самотній» (музика Брюса Брютона, слова Денніса Шпігеля). Таке рішення було прийняте після того, як стало відомо про порушення правил добропорядної конкуренції з боку Брюса Брютона: композитор, який є дійсним членом виконавчого комітету музичного відділу Академії кіномистецтв, розіслав електронною поштою іншим членам цього підрозділу повідомлення про наявність своєї пісні серед номінантів, таким чином виділивши її поміж інших претендентів.
Церемонія вручення особливих нагород «Оскара» відбулася 16 листопада 2013 року в Бальній залі театру «Долбі». Анджеліна Джолі отримала Нагороду імені Джина Гершолта, Преміями за видатні заслуги у кінематографі було відзначено Анджелу Ленсбері, Стіва Мартіна та П'єро Тозі. Премію «Оскар» за науково-технічні досягнення було вручено 15 лютого 2014 року в готелі Беверлі-Гіллз, Нагороду імені Гордона Соєра отримав оператор-постановник і майстер візуальних ефектів Пітер В. Андерсон.
Трансляцію 86-ї церемонії вручення премії «Оскар» здійснювала американська телевізійна мережа ABC, церемонія тривала 3 години 35 хвилин і за нею слідкували 43.7 мільйони глядачів США, що стало рекордом останнього десятиліття.

## Хронологія подій
| Дата                      | Подія                                                                                    |
| ------------------------- | ---------------------------------------------------------------------------------------- |
| Субота, 16 листопада 2013 | Церемонія вручення особливих нагород «Оскара»                                            |
| Понеділок, 2 грудня 2013  | Завершення прийому заявок щодо номінантів на здобуття премії «Оскар»                     |
| П'ятниця, 27 грудня 2013  | Початок голосування за номінантів                                                        |
| Середа, 8 січня 2014      | Завершення голосування за номінантів о 17:00 за PST (о 03:00 9 січня за київським часом) |
| Четвер, 16 січня 2014     | Оголошення номінантів на здобуття премії «Оскар»                                         |
| Понеділок, 10 лютого 2014 | Урочистий обід на честь номінантів премії «Оскар»                                        |
| П'ятниця, 14 лютого 2014  | Початок фінального голосування                                                           |
| Субота, 15 лютого 2014    | Церемонія вручення Премії «Оскар» за науково-технічні досягнення                         |
| Вівторок, 25 лютого 2014  | Завершення фінального голосування о 17:00 за PST (о 3:00 26 лютого за київським часом)   |
| Неділя, 2 березня 2014    | 86-та церемонія вручення премії «Оскар»                                                  |

## Фотогалерея

### Ведуча

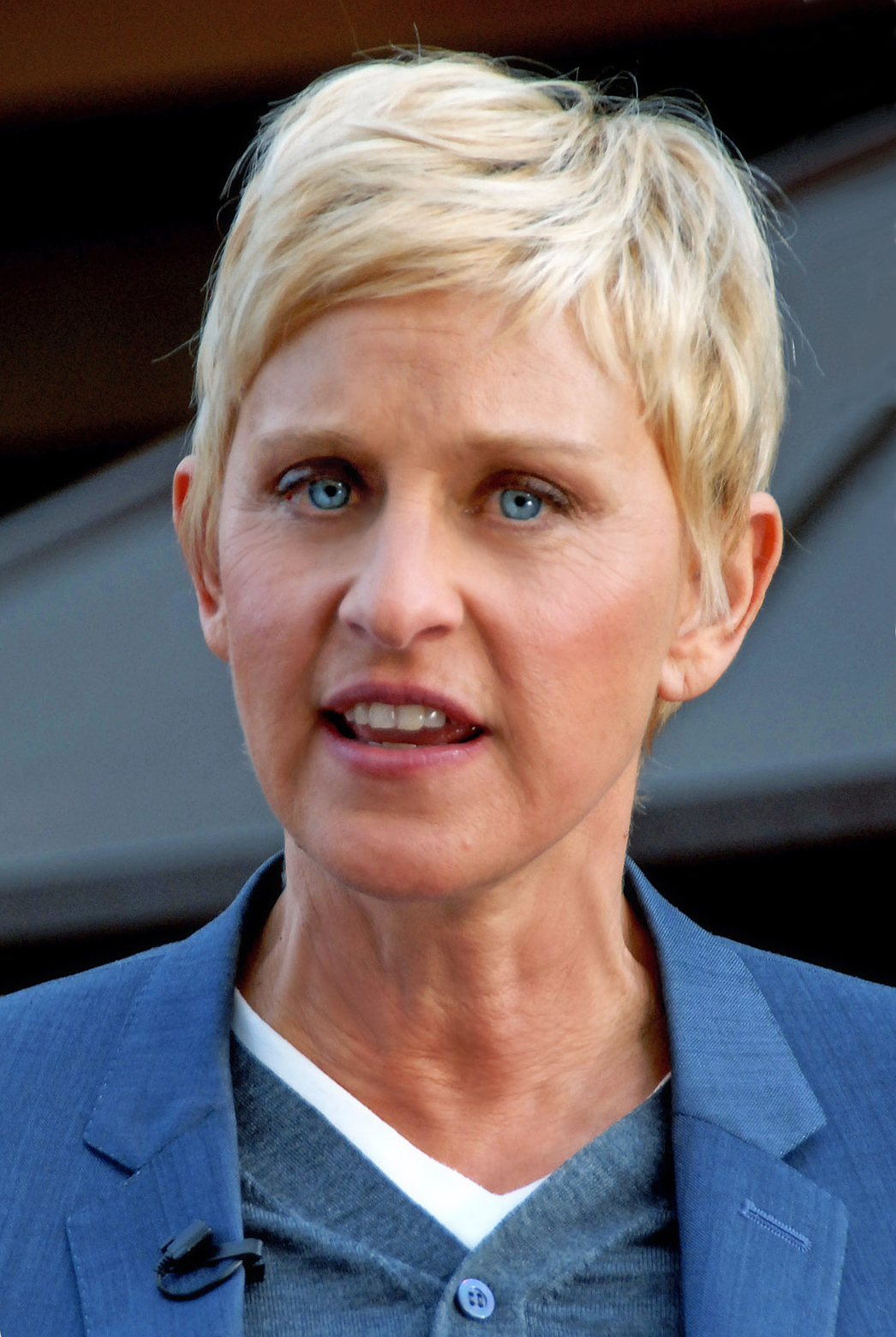
Еллен Дедженерес

### Найкраща режисерська робота
| Лауреат                        | Номінанти |
| ------------------------------ | --- |
| - Альфонсо Куарон «Гравітація» | - Стів Макквін «12 років рабства» - Александер Пейн «Небраска» - Девід Расселл «Американська афера» - Мартін Скорсезе «Вовк із Волл-стріт» |

### Найкраща чоловіча роль
| Лауреат                                       | Номінанти |
| --------------------------------------------- | --- |
| - Меттью Макконехі «Далласький клуб покупців» | - Крістіан Бейл «Американська афера» - Брюс Дерн «Небраска» - Леонардо ДіКапріо «Вовк із Волл-стріт» - Чіветел Еджіофор «12 років рабства» |

### Найкраща жіноча роль
| Лауреат                  | Номінанти |
| ------------------------ | --- |
| - Кейт Бланшетт «Жасмин» | - Емі Адамс «Американська афера» - Сандра Буллок «Гравітація» - Джуді Денч «Філомена» - Меріл Стріп «Серпень: Графство Осейдж» |

### Найкраща чоловіча роль другого плану
| Лауреат                                  | Номінанти |
| ---------------------------------------- | --- |
| - Джаред Лето «Далласький клуб покупців» | - Бархад Абді «Капітан Філліпс» - Бредлі Купер «Американська афера» - Майкл Фассбендер «12 років рабства» - Джона Гілл «Вовк із Волл-стріт» |

### Найкраща жіноча роль другого плану
| Лауреат                            | Номінанти |
| ---------------------------------- | --- |
| - Ніонго Люпіта «12 років рабства» | - Саллі Гокінс «Жасмин» - Дженніфер Лоуренс «Американська афера» - Джулія Робертс «Серпень: Графство Осейдж» - Джун Сквібб «Небраска» |

### Особливі нагороди
| - Анджеліна Джолі Нагорода імені Джина Гершолта - Анджела Ленсбері Премія за видатні заслуги у кінематографі - Стів Мартін Премія за видатні заслуги у кінематографі |

## Список лауреатів та номінантів

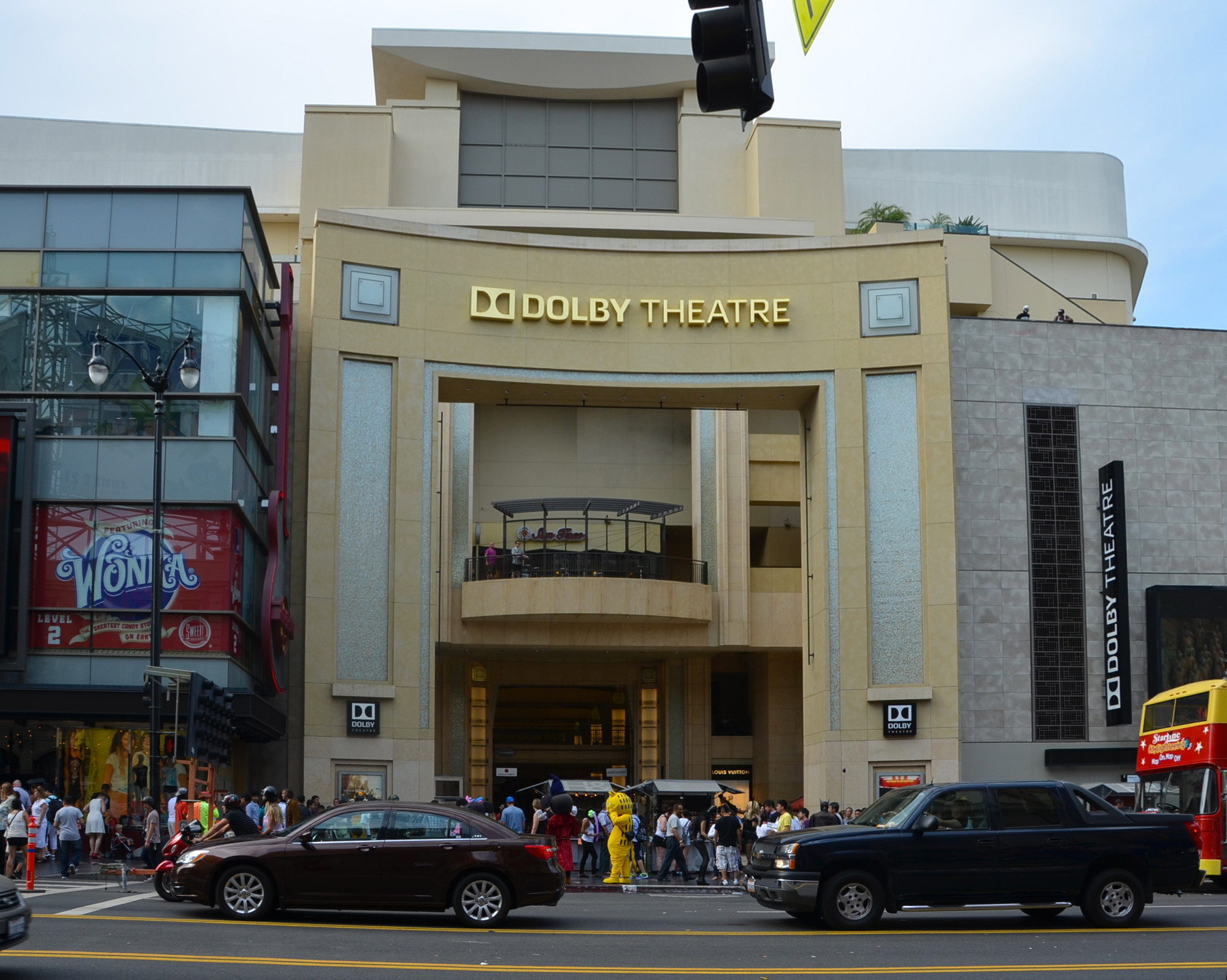
Долбі Театр, у якому відбулася 86-та церемонія вручення премії «Оскар», 2 березня 2014 року

Тут наведено список кінокартин, які отримали декілька номінацій або перемог:
| Кількість номінацій | Кількість нагород | Фільм                    |
| ------------------- | ----------------- | ------------------------ |
| 10                  | —                 | Американська афера       |
| 10                  | 7                 | Гравітація               |
| 9                   | 3                 | 12 років рабства         |
| 6                   | —                 | Капітан Філліпс          |
| 6                   | 3                 | Далласький клуб покупців |
| 6                   | —                 | Небраска                 |
| 5                   | —                 | Вона                     |
| 5                   | —                 | Вовк з Уолл-стріт        |
| 4                   | —                 | Філомена                 |
| 3                   | 1                 | Жасмин                   |
| 3                   | —                 | Хоббіт: Пустка Смога     |
| 2                   | —                 | Серпень: Графство Осейдж |
| 2                   | —                 | Нікчемний Я 2            |
| 2                   | 2                 | Крижане серце            |
| 2                   | —                 | Великі майстри           |
| 2                   | 2                 | Великий Гетсбі           |
| 2                   | —                 | Всередині Л'юіна Девіса  |
| 2                   | —                 | Самотній Рейнджер        |
| 2                   | —                 | Вцілілий                 |

### Основні категорії
Переможці виділені окремим кольором.
| Категорії                                                                                | Фотографії лауреатів                                                                                  | Лауреати і номінанти                                                                          |
| ---------------------------------------------------------------------------------------- | --- | --------------------------------------------------------------------------------------------- |
| Найкращий фільм Нагороду вручав Вілл Сміт                                                | | • «12 років рабства» — Бред Пітт, Деде Гарднер, Джеремі Клейнер, Стів Макквін, Ентоні Катагас |
| Найкращий фільм Нагороду вручав Вілл Сміт                                                | • «Американська афера» — Чарльз Ровен, Річард Сакл, Меган Еллісон, Джонатан Гордон                    |                                                                                               |
| Найкращий фільм Нагороду вручав Вілл Сміт                                                | • «Капітан Філліпс» — Скотт Рудін, Дана Брунетті, Майкл Де Лука                                       |                                                                                               |
| Найкращий фільм Нагороду вручав Вілл Сміт                                                | • «Далласький клуб покупців» — Роббі Бреннер, Рейчел Вінтер                                           |                                                                                               |
| Найкращий фільм Нагороду вручав Вілл Сміт                                                | • «Гравітація» — Альфонсо Куарон, Девід Хейман                                                        |                                                                                               |
| Найкращий фільм Нагороду вручав Вілл Сміт                                                | • «Вона» — Меган Еллісон, Спайк Джонз, Вінсент Ландей                                                 |                                                                                               |
| Найкращий фільм Нагороду вручав Вілл Сміт                                                | • «Небраска» — Альберт Бергер, Рон Єркса                                                              |                                                                                               |
| Найкращий фільм Нагороду вручав Вілл Сміт                                                | • «Філомена» — Габріелла Тана, Стів Куган, Трейсі Сіворд                                              |                                                                                               |
| Найкращий фільм Нагороду вручав Вілл Сміт                                                | • «Вовк із Волл-стріт» — Мартін Скорсезе, Леонардо ДіКапріо, Джої Макфарланд, Емма Тіллінджер Коскофф |                                                                                               |
| Найкраща режисерська робота Нагороду вручали Сідні Пуатьє і Анджеліна Джолі              | | • Альфонсо Куарон — «Гравітація»                                                              |
| Найкраща режисерська робота Нагороду вручали Сідні Пуатьє і Анджеліна Джолі              | • Стів Макквін — «12 років рабства»                                                                   |                                                                                               |
| Найкраща режисерська робота Нагороду вручали Сідні Пуатьє і Анджеліна Джолі              | • Александер Пейн — «Небраска»                                                                        |                                                                                               |
| Найкраща режисерська робота Нагороду вручали Сідні Пуатьє і Анджеліна Джолі              | • Девід Расселл — «Американська афера»                                                                |                                                                                               |
| Найкраща режисерська робота Нагороду вручали Сідні Пуатьє і Анджеліна Джолі              | • Мартін Скорсезе — «Вовк із Волл-стріт»                                                              |                                                                                               |
| Найкраща чоловіча роль Нагороду вручала Дженніфер Лоуренс                                | | • Меттью Макконехі — «Далласький клуб покупців»                                               |
| Найкраща чоловіча роль Нагороду вручала Дженніфер Лоуренс                                | • Крістіан Бейл — «Американська афера»                                                                |                                                                                               |
| Найкраща чоловіча роль Нагороду вручала Дженніфер Лоуренс                                | • Брюс Дерн — «Небраска»                                                                              |                                                                                               |
| Найкраща чоловіча роль Нагороду вручала Дженніфер Лоуренс                                | • Леонардо ДіКапріо — «Вовк із Волл-стріт»                                                            |                                                                                               |
| Найкраща чоловіча роль Нагороду вручала Дженніфер Лоуренс                                | • Чіветел Еджіофор — «12 років рабства»                                                               |                                                                                               |
| Найкраща жіноча роль Нагороду вручав Деніел Дей-Льюїс                                    | | • Кейт Бланшетт — «Жасмин»                                                                    |
| Найкраща жіноча роль Нагороду вручав Деніел Дей-Льюїс                                    | • Емі Адамс — «Американська афера»                                                                    |                                                                                               |
| Найкраща жіноча роль Нагороду вручав Деніел Дей-Льюїс                                    | • Сандра Буллок — «Гравітація»                                                                        |                                                                                               |
| Найкраща жіноча роль Нагороду вручав Деніел Дей-Льюїс                                    | • Джуді Денч — «Філомена»                                                                             |                                                                                               |
| Найкраща жіноча роль Нагороду вручав Деніел Дей-Льюїс                                    | • Меріл Стріп — «Серпень: Графство Осейдж»                                                            |                                                                                               |
| Найкраща чоловіча роль другого плану Нагороду вручала Енн Гетевей                        | | • Джаред Лето — «Далласький клуб покупців»                                                    |
| Найкраща чоловіча роль другого плану Нагороду вручала Енн Гетевей                        | • Бархад Абді — «Капітан Філліпс»                                                                     |                                                                                               |
| Найкраща чоловіча роль другого плану Нагороду вручала Енн Гетевей                        | • Бредлі Купер — «Американська афера»                                                                 |                                                                                               |
| Найкраща чоловіча роль другого плану Нагороду вручала Енн Гетевей                        | • Майкл Фассбендер — «12 років рабства»                                                               |                                                                                               |
| Найкраща чоловіча роль другого плану Нагороду вручала Енн Гетевей                        | • Джона Гілл — «Вовк із Волл-стріт»                                                                   |                                                                                               |
| Найкраща жіноча роль другого плану Нагороду вручав Крістоф Вальц                         | | • Ніонго Люпіта — «12 років рабства»                                                          |
| Найкраща жіноча роль другого плану Нагороду вручав Крістоф Вальц                         | • Саллі Хокінс — «Жасмин»                                                                             |                                                                                               |
| Найкраща жіноча роль другого плану Нагороду вручав Крістоф Вальц                         | • Дженніфер Лоуренс — «Американська афера»                                                            |                                                                                               |
| Найкраща жіноча роль другого плану Нагороду вручав Крістоф Вальц                         | • Джулія Робертс — «Серпень: Графство Осейдж»                                                         |                                                                                               |
| Найкраща жіноча роль другого плану Нагороду вручав Крістоф Вальц                         | • Джун Сквібб — «Небраска»                                                                            |                                                                                               |
| Найкращий оригінальний сценарій Нагороду вручали Роберт де Ніро та Пенелопа Крус         | | • Спайк Джонз — «Вона»                                                                        |
| Найкращий оригінальний сценарій Нагороду вручали Роберт де Ніро та Пенелопа Крус         | • Ерік Воррен Сінгер, Девід Расселл — «Американська афера»                                            |                                                                                               |
| Найкращий оригінальний сценарій Нагороду вручали Роберт де Ніро та Пенелопа Крус         | • Вуді Аллен — «Жасмин»                                                                               |                                                                                               |
| Найкращий оригінальний сценарій Нагороду вручали Роберт де Ніро та Пенелопа Крус         | • Крейг Бортен, Меліса Воллек — «Далласький клуб покупців»                                            |                                                                                               |
| Найкращий оригінальний сценарій Нагороду вручали Роберт де Ніро та Пенелопа Крус         | • Боб Нельсон — «Небраска»                                                                            |                                                                                               |
| Найкращий адаптований сценарій Нагороду вручали Роберт де Ніро та Пенелопа Крус          | | • Джон Рідлі — «12 років рабства»                                                             |
| Найкращий адаптований сценарій Нагороду вручали Роберт де Ніро та Пенелопа Крус          | • Річард Лінклейтер, Жулі Дельпі, Ітан Гоук — «Перед опівніччю»                                       |                                                                                               |
| Найкращий адаптований сценарій Нагороду вручали Роберт де Ніро та Пенелопа Крус          | • Біллі Рей — «Капітан Філліпс»                                                                       |                                                                                               |
| Найкращий адаптований сценарій Нагороду вручали Роберт де Ніро та Пенелопа Крус          | • Стів Куган, Джефф Поуп — «Філомена»                                                                 |                                                                                               |
| Найкращий адаптований сценарій Нагороду вручали Роберт де Ніро та Пенелопа Крус          | • Теренс Вінтер — «Вовк із Волл-стріт»                                                                |                                                                                               |
| Найкращий анімаційний повнометражний фільм Нагороду вручали Кім Новак і Меттью Макконехі | | • «Крижане серце» — Кріс Бак, Дженніфер Лі, Пітер Дель Вехо                                   |
| Найкращий анімаційний повнометражний фільм Нагороду вручали Кім Новак і Меттью Макконехі | • «Сімейка Крудсів» — Кріс Сандерс, Кірк де Мікко, Крістін Белсон                                     |                                                                                               |
| Найкращий анімаційний повнометражний фільм Нагороду вручали Кім Новак і Меттью Макконехі | • «Нікчемний Я 2» — Кріс Рено, П'єр Коффін, Кріс Меледандрі                                           |                                                                                               |
| Найкращий анімаційний повнометражний фільм Нагороду вручали Кім Новак і Меттью Макконехі | • «Ернест і Селестина: Пригоди мишки і ведмедя» — Бенжамін Реннер, Дідьє Брюннер                      |                                                                                               |
| Найкращий анімаційний повнометражний фільм Нагороду вручали Кім Новак і Меттью Макконехі | • «Вітер дужчає» — Міядзакі Хаяо, Тошіо Судзукі                                                       |                                                                                               |
| Найкращий фільм іноземною мовою Нагороду вручали Юен Мак-Грегор і Віола Девіс            | | • «Велика краса» («La grande bellezza») — Італія, реж. Паоло Соррентіно                       |
| Найкращий фільм іноземною мовою Нагороду вручали Юен Мак-Грегор і Віола Девіс            | • «Розімкнене коло» («The Broken Circle Breakdown») — Бельгія, реж. Фелікс Ван Гроєнінген             |                                                                                               |
| Найкращий фільм іноземною мовою Нагороду вручали Юен Мак-Грегор і Віола Девіс            | • «Полювання» («Jagten») — Данія, реж. Томас Вінтерберг                                               |                                                                                               |
| Найкращий фільм іноземною мовою Нагороду вручали Юен Мак-Грегор і Віола Девіс            | • «Зникле зображення» («L'image manquante») — Камбоджа, реж. Рітхі Пань                               |                                                                                               |
| Найкращий фільм іноземною мовою Нагороду вручали Юен Мак-Грегор і Віола Девіс            | • «Омар» («عمر») — Палестина, реж. Хані Абу-Ассад                                                     |                                                                                               |

### Інші категорії
| Категорії | Лауреати і номінанти |
| --- | --- |
| Найкраща музика до фільму Нагороду вручали Джеймі Фокс і Джессіка Біл                                                | • «Гравітація» — Стівен Прайс                                                                                              |
| Найкраща музика до фільму Нагороду вручали Джеймі Фокс і Джессіка Біл                                                | • «Книжкова злодійка» — Джон Вільямс                                                                                       |
| Найкраща музика до фільму Нагороду вручали Джеймі Фокс і Джессіка Біл                                                | • «Вона» — Вільям Батлер, Оуен Паллетт                                                                                     |
| Найкраща музика до фільму Нагороду вручали Джеймі Фокс і Джессіка Біл                                                | • «Філомена» — Олександр Депла                                                                                             |
| Найкраща музика до фільму Нагороду вручали Джеймі Фокс і Джессіка Біл                                                | • «Порятунок містера Бенкса» — Томас Ньюман                                                                                |
| Найкраща пісня до фільму Нагороду вручали Джеймі Фокс і Джессіка Біл                                                 | • «Let It Go» — «Крижане серце» — музика та слова: Крістен Андерсон-Лопез, Роберт Лопез                                    |
| Найкраща пісня до фільму Нагороду вручали Джеймі Фокс і Джессіка Біл                                                 | • «Happy» — «Нікчемний Я 2» — музика та слова: Фаррелл Вільямс                                                             |
| Найкраща пісня до фільму Нагороду вручали Джеймі Фокс і Джессіка Біл                                                 | • «The Moon Song» — «Вона» — музика: Карен О, слова: Карен О, Спайк Джонз                                                  |
| Найкраща пісня до фільму Нагороду вручали Джеймі Фокс і Джессіка Біл                                                 | • «Ordinary Love» — «Мандела: Довгий шлях до свободи» — музика: Боно, Едж, Адам Клейтон, Ларрі Маллен («U2»), слова: Боно  |
| Найкраща операторська робота Нагороду вручали Емі Адамс і Білл Мюррей                                                | • «Гравітація» — Еммануель Любецкі                                                                                         |
| Найкраща операторська робота Нагороду вручали Емі Адамс і Білл Мюррей                                                | • «Великі майстри» — Філіпп Ле Сурд                                                                                        |
| Найкраща операторська робота Нагороду вручали Емі Адамс і Білл Мюррей                                                | • «Всередині Л'ювіна Девіса» — Бруно Дельбоннель                                                                           |
| Найкраща операторська робота Нагороду вручали Емі Адамс і Білл Мюррей                                                | • «Небраска» — Фідон Папамайкл                                                                                             |
| Найкраща операторська робота Нагороду вручали Емі Адамс і Білл Мюррей                                                | • «Полонянки» — Роджер Дікінс                                                                                              |
| Найкраща робота художника-постановника, художника-декоратора Нагороду вручали Дженніфер Гарнер і Бенедикт Камбербетч | • «Великий Гетсбі» — постановник: Кетрін Мартін, декоратор: Беверлі Данн                                                   |
| Найкраща робота художника-постановника, художника-декоратора Нагороду вручали Дженніфер Гарнер і Бенедикт Камбербетч | • «Американська афера» — постановник: Джуді Бекер, декоратор: Хезер Лоффлер                                                |
| Найкраща робота художника-постановника, художника-декоратора Нагороду вручали Дженніфер Гарнер і Бенедикт Камбербетч | • «Гравітація» — постановник: Енді Ніколсон, декоратори: Розі Гудвін, Джоенн Вуллард                                       |
| Найкраща робота художника-постановника, художника-декоратора Нагороду вручали Дженніфер Гарнер і Бенедикт Камбербетч | • «Вона» — постановник: К. К. Баррет, декоратор: Джин Сердена                                                              |
| Найкраща робота художника-постановника, художника-декоратора Нагороду вручали Дженніфер Гарнер і Бенедикт Камбербетч | • «12 років рабства» — постановник: Адам Штокгаузен, декоратор: Еліс Бейкер                                                |
| Найкращий дизайн костюмів Нагороду вручали Наомі Воттс і Семюел Л. Джексон                                           | • «Великий Гетсбі» — Кетрін Мартін                                                                                         |
| Найкращий дизайн костюмів Нагороду вручали Наомі Воттс і Семюел Л. Джексон                                           | • «Американська афера» — Майкл Вілкінсон                                                                                   |
| Найкращий дизайн костюмів Нагороду вручали Наомі Воттс і Семюел Л. Джексон                                           | • «Великі майстри» — Вільям Чанг Сук Пінг                                                                                  |
| Найкращий дизайн костюмів Нагороду вручали Наомі Воттс і Семюел Л. Джексон                                           | • «Невидима жінка» — Майкл О'Коннор                                                                                        |
| Найкращий дизайн костюмів Нагороду вручали Наомі Воттс і Семюел Л. Джексон                                           | • «12 років рабства» — Патріція Норріс                                                                                     |
| Найкращий монтаж Нагороду вручали Анна Кендрік і Габурі Сідібе                                                       | • «Гравітація» — Альфонсо Куарон, Марк Сенгер                                                                              |
| Найкращий монтаж Нагороду вручали Анна Кендрік і Габурі Сідібе                                                       | • «Американська афера» — Джей Кессіді, Кріспін Стразерс, Алан Баумгартен                                                   |
| Найкращий монтаж Нагороду вручали Анна Кендрік і Габурі Сідібе                                                       | • «Капітан Філліпс» — Крістофер Раус                                                                                       |
| Найкращий монтаж Нагороду вручали Анна Кендрік і Габурі Сідібе                                                       | • «Далласький клуб покупців» — Джон Мак Макмерфі, Мартін Пенса                                                             |
| Найкращий монтаж Нагороду вручали Анна Кендрік і Габурі Сідібе                                                       | • «12 років рабства» — Джо Вокер                                                                                           |
| Найкращий грим та зачіски Нагороду вручали Наомі Воттс і Семюел Л. Джексон                                           | • «Далласький клуб покупців» — Адруїта Лі, Робін Метьюз                                                                    |
| Найкращий грим та зачіски Нагороду вручали Наомі Воттс і Семюел Л. Джексон                                           | • «Поганий дідусь» — Стівен Проуті                                                                                         |
| Найкращий грим та зачіски Нагороду вручали Наомі Воттс і Семюел Л. Джексон                                           | • «Самотній Рейнджер» — Джоел Харлоу, Глорія Паскуа-Касні                                                                  |
| Найкращий звук Нагороду вручали Кріс Гемсворт і Шарліз Терон                                                         | • «Гравітація» — Скіп Лівсі, Нів Адірі, Крістофер Бенстід, Кріс Манро                                                      |
| Найкращий звук Нагороду вручали Кріс Гемсворт і Шарліз Терон                                                         | • «Капітан Філліпс» — Кріс Бердон, Марк Тейлор, Майк Прествуд Сміт, Кріс Манро                                             |
| Найкращий звук Нагороду вручали Кріс Гемсворт і Шарліз Терон                                                         | • «Хоббіт: Пустка Смога» — Крістофер Бойс, Майкл Хеджес, Майкл Семанік, Тоні Джонсон                                       |
| Найкращий звук Нагороду вручали Кріс Гемсворт і Шарліз Терон                                                         | • «Всередині Л'ювіна Девіса» — Скіп Лівсі, Грег Орлофф, Пітер Ф. Курлянд                                                   |
| Найкращий звук Нагороду вручали Кріс Гемсворт і Шарліз Терон                                                         | • «Вцілілий» — Енді Кояма, Бо Бордерс, Девід Браунлоу                                                                      |
| Найкращий звуковий монтаж Нагороду вручали Кріс Гемсворт і Шарліз Терон                                              | • «Гравітація» — Гленн Фрімантл                                                                                            |
| Найкращий звуковий монтаж Нагороду вручали Кріс Гемсворт і Шарліз Терон                                              | • «Не згасне надія» — Стів Боеддекер, Річард Гімнс                                                                         |
| Найкращий звуковий монтаж Нагороду вручали Кріс Гемсворт і Шарліз Терон                                              | • «Капітан Філліпс» — Олівер Тарні                                                                                         |
| Найкращий звуковий монтаж Нагороду вручали Кріс Гемсворт і Шарліз Терон                                              | • «Хоббіт: Пустка Смога» — Брент Бердж                                                                                     |
| Найкращий звуковий монтаж Нагороду вручали Кріс Гемсворт і Шарліз Терон                                              | • «Вцілілий» — Вайтлі Стейтмен                                                                                             |
| Найкращі візуальні ефекти Нагороду вручали Емма Вотсон і Джозеф Гордон-Левітт                                        | • «Гравітація» — Тім Веббер, Кріс Лоуренс, Дейв Ширк, Ніл Корбоулд                                                         |
| Найкращі візуальні ефекти Нагороду вручали Емма Вотсон і Джозеф Гордон-Левітт                                        | • «Хоббіт: Пустка Смога» — Джо Леттері, Ерік Сейндон, Девід Клейтон, Ерік Рейнольдс                                        |
| Найкращі візуальні ефекти Нагороду вручали Емма Вотсон і Джозеф Гордон-Левітт                                        | • «Залізна людина 3» — Крістофер Таунсенд, Гай Вільямс, Ерік Неш, Ден Свідік                                               |
| Найкращі візуальні ефекти Нагороду вручали Емма Вотсон і Джозеф Гордон-Левітт                                        | • «Самотній Рейнджер» — Тім Олександр, Гарі Брозеніч, Едсон Вільямс, Джон Фрейз'єр                                         |
| Найкращі візуальні ефекти Нагороду вручали Емма Вотсон і Джозеф Гордон-Левітт                                        | • «Стартрек: Відплата» — Роджер Гаєтт, Патрік Табач, Бен Гроссман, Берт Далтон                                             |
| Найкращий документальний повнометражний фільм Нагороду вручав Бредлі Купер                                           | • «За 20 футів від того, щоб стати зіркою» (20 Feet from Stardom) — Морган Невілл, Джил Фрізен, Кейтрін Роджерс            |
| Найкращий документальний повнометражний фільм Нагороду вручав Бредлі Купер                                           | • «Акт вбивства» (Jagal) — Джошуа Оппенхаймер, Сіньє Бірдж Серенсен                                                        |
| Найкращий документальний повнометражний фільм Нагороду вручав Бредлі Купер                                           | • «Гарнюня та боксер» (Cutie and the Boxer) — Захарі Хейнзерлінг, Лідія Дін Пілчер                                         |
| Найкращий документальний повнометражний фільм Нагороду вручав Бредлі Купер                                           | • «Брудні війни» (Dirty Wars) — Річард Роулі, Джеремі Скегілл                                                              |
| Найкращий документальний повнометражний фільм Нагороду вручав Бредлі Купер                                           | • «Майдан» (The Square) — Джехан Нуджейм, Карім Амер                                                                       |
| Найкращий документальний короткометражний фільм Нагороду вручали Кейт Хадсон і Джейсон Судейкіс                      | • «Леді з номера 6: Музика врятувала моє життя» (The Lady in Number 6: Music Saved My Life) — Малькольм Кларк, Ніколас Рід |
| Найкращий документальний короткометражний фільм Нагороду вручали Кейт Хадсон і Джейсон Судейкіс                      | • «Копальник печер» (CaveDigger) — Джеффрі Карофф                                                                          |
| Найкращий документальний короткометражний фільм Нагороду вручали Кейт Хадсон і Джейсон Судейкіс                      | • «Зустріч із страхом» (Facing Fear) — Джейсон Коен                                                                        |
| Найкращий документальний короткометражний фільм Нагороду вручали Кейт Хадсон і Джейсон Судейкіс                      | • «У Карами немає стін» (Karama Has No Walls) — Сара Ішек                                                                  |
| Найкращий документальний короткометражний фільм Нагороду вручали Кейт Хадсон і Джейсон Судейкіс                      | • «В'язниця: Останні дні Джека Голла» (Prison Terminal: The Last Days of Private Jack Hall) — Едгар Баренс                 |
| Найкращий анімаційний короткометражний фільм Нагороду вручали Кім Новак і Меттью Макконехі                           | • «Пан Ілюмінатор» (Mr. Hublot) — Лорен Вітц, Олександр Еспігарес                                                          |
| Найкращий анімаційний короткометражний фільм Нагороду вручали Кім Новак і Меттью Макконехі                           | • «Звір» (Feral) — Деніел Суза, Ден Голден                                                                                 |
| Найкращий анімаційний короткометражний фільм Нагороду вручали Кім Новак і Меттью Макконехі                           | • «Кінь-вогонь» (Get a Horse!) — Лорен Макмаллен, Дороті Маккім                                                            |
| Найкращий анімаційний короткометражний фільм Нагороду вручали Кім Новак і Меттью Макконехі                           | • «Пожитки» (Possessions) — Джехан Нуджейм, Карім Амер                                                                     |
| Найкращий анімаційний короткометражний фільм Нагороду вручали Кім Новак і Меттью Макконехі                           | • «Місце на метлі» (Room on the Broom) — Макс Ленг, Ян Лечауер                                                             |
| Найкращий ігровий короткометражний фільм Нагороду вручали Кейт Хадсон і Джейсон Судейкіс                             | • «Гелій» (Helium) — Андерс Волтер, Кім Магнуссон                                                                          |
| Найкращий ігровий короткометражний фільм Нагороду вручали Кейт Хадсон і Джейсон Судейкіс                             | • «То був не я» (Aquél no era yo) — Естебан Креспо                                                                         |
| Найкращий ігровий короткометражний фільм Нагороду вручали Кейт Хадсон і Джейсон Судейкіс                             | • «До того, як втрати все» (Avant que de tout perdre) — Ксав'є Легран, Олександр Гаврас                                    |
| Найкращий ігровий короткометражний фільм Нагороду вручали Кейт Хадсон і Джейсон Судейкіс                             | • «Маю все робити сама?» (Pitääkö Mun Kaikki Hoitaa?) — Сельма Вілхунен, Кірсікка Саарі                                    |
| Найкращий ігровий короткометражний фільм Нагороду вручали Кейт Хадсон і Джейсон Судейкіс                             | • «Загадка Вурмана» (The Voorman Problem) — Марк Гілл, Болдвін Лі                                                          |

### Особливі нагороди
| Категорія                                                                                       | Лауреати |
| ----------------------------------------------------------------------------------------------- | --- |
| Премія за видатні заслуги у кінематографі На основній церемонії презентував Кевін Спейсі        | • «Анджелі Ленсбері — іконі індустрії розваг, яка створила одних з найбільш пам'ятних персонажів кінематографу, надихнувши покоління акторів» |
| Премія за видатні заслуги у кінематографі На основній церемонії презентував Кевін Спейсі        | • «Стіву Мартіну — на знак визнання його екстраординарних талантів та унікального натхнення, яке він приніс у мистецтво кіно»                 |
| Премія за видатні заслуги у кінематографі На основній церемонії презентував Кевін Спейсі        | • «П'єро Тозі — провидцю, чий незрівнянний дизайн фасонів костюмів є поза часом, є живим мистецтвом у кіно»                                   |
| Нагорода імені Джина Гершолта На основній церемонії презентував Кевін Спейсі                    | • «Анджеліні Джолі — актрисі, гуманітарна діяльність якої, продовжує впливати та надихати індустрію кіно й весь світ»                         |
| Нагорода імені Гордона Соєра На основній церемонії презентували Крістен Белл і Майкл Б. Джордан | • «Пітеру Андерсону — особистості кінематографу, технологічні внески якої, принесли індустрії кіно пошану»                                    |